# Residenz des Chong Li
Die Residenz des Chong Li (chinesisch 崇礼住宅, Pinyin Chónglǐ zhùzhái) im Pekinger Stadtbezirk Dongcheng ist der ehemalige Wohnsitz eines chinesischen hohen Beamten, des daxueshi-Beamten (engl. Grand Secretary) Chong Li (崇礼; ?–1907) aus der Zeit der Qing-Dynastie. Es handelt sich um einen luxuriöseren chinesischen Wohnhof (Siheyuan) der Zeit. Er hat die Adresse Dongsiliutiao (东四六条) Nr. 63–65.
Die Anlage steht seit 1988 auf der Liste der Denkmäler der Volksrepublik China (3-91).
Koordinaten: 39° 55′ 45″ N, 116° 24′ 47,9″ O